# فورد آئرواستار
فورد آئرواستار (Ford Aerostar) خودرویی است. طراحی آن موتور جلو، توزیع نیروی پیشران، موتور جلو، خودرو چهار چرخ محرک بوده